# Dubwath
Dubwath ist ein Ort am Bassenthwaite Lake im Lake District in Cumbria in Nord-West England. Der Bahnhof Bassenthwaite Lake der Cockermouth, Keswick and Penrith Railway lag von 1865 bis 1966 in diesem Ort.
Die meisten Gebäude in Dubwath stammen aus viktorianischer Zeit. In Dubwath gibt es einen Segelclub, welcher ein beliebter Touristenort ist.
In Dubwath Silver Meadows hat die von der Lotterie finanzierte Bassenthwaite Reflections das erste Naturschutzgebiet des Lake District eingerichtet. Das 7,15 Hektar große Gelände am nördlichen Ende des Bassenthwaite Lake ist ein Naturschutzgebiet für Naturliebhaber.